# Алейшо да Коста, Леонардо
Леонардо Алейшо да Коста (порт. Leonardo Aleixa da Costa; 15 апреля 1984, Рио-де-Жанейро, Бразилия), более известный как Лео Коста (порт. Leo Costa) — бразильский футболист, нападающий.
Начал выступать за клубы из низших лиг Бразилии. В 2009 году выступал за вьетнамский «Куангнинь», после чего перешёл в луцкую «Волынь». В 2011 году подписал контракт с сингапурским клубом «Вудлэндс Веллингтон», позже играл в люксембургском клубе «Хамм Бенфика» и израильском «Хапоэле».

## Биография
Лео Коста родился 15 апреля 1984 года в Рио-де-Жанейро.
Начал выступать за клуб из низших дивизионов Бразилии — «Семеандо». В 2007 году играл за «Каштелу Бранку» в чемпионате штата Рио-де-Жанейро, а в следующем году за «Кашуэйру» из города Кашуэйра-ду-Сул. В 2009 году являлся игроком клуба «Куангнинь» из одноимённой провинции, который выступал в чемпионате Вьетнама.
Зимой 2010 года проходил учебно-тренировочный сбор в составе луцкой «Волыни» и в марте подписал контракт с клубом. Лео Коста стал самым высоким футболистом в команде (его рост 203 см.), кроме него в составе «Волыни» было ещё 10 игроков с ростом выше 190 см. За «Волынь» выступал по 38 номером. В составе команды дебютировал 29 марта 2010 года в выездном матче Первой лиги Украины против «Нефтяника-Укрнефть» (2:3), Коста вышел на 23 минуте вместо Евгения Павлова, а на 59 минуте был заменён на Виталия Гошкодерю. В следующей игре, 3 апреля против «Феникса-Ильичёвца» (4:0) Лео Коста забил первый гол за «Волынь» в ворота Сергея Литовченко. По итогам сезона 2009/10 его клуб занял второе место в Первой лиге, уступив лишь «Севастополю» и вышел в Премьер-лигу Украины. Леонардо в этом сезоне провёл 16 матчей и забил 5 голов.
18 июля 2010 года дебютировал в чемпионате Украины в выездном матче против днепропетровского «Днепра» (2:0), Лео Коста отыграл всю игру и получил жёлтую карточку. В своём третьем и последнем матче 7 августа 2010 года в Премьер-лиге Украины за «Волынь» против луганской «Зари» (0:1) Леонардо заработал красную карточку. Также в этом сезоне он провёл 1 матч в молодёжном первенстве Украины. Сайт Football.ua отмечал умение Косты играть в воздухе благодаря своему росту.
В январе 2011 года стал игроком сингапурской команды «Вудлэндс Веллингтон». В составе команды в чемпионате Сингапура дебютировал 14 февраля 2011 года в матче против «Хоуган Юнайтед» (1:0). Всего первенстве Сингапура Леонардо провёл 15 матчей, в которых забил 2 гола и получил 1 жёлтую карточку. В команде провёл полгода и покинул её в статусе свободного агента. В начале 2013 года бразилец присоединился к люксембургский команде «Хамм Бенфика», которую покинул спустя полгода как свободный агент. Летом 2013 года подписал соглашение с «Хапоэлем» из города Акко. В чемпионате Израиля провёл 1 матч.
В конце августа 2014 года перешёл в бразильский клуб «Керес», который выступает в Лиге Кариока B.

## Достижения
- Серебряный призёр Первой лиги Украины (1): 2009/10

## Статистика
| Сезон                          | Команда                        | Чемпионат                      | Чемпионат | Чемпионат | Кубок         | Кубок | Кубок | Молодёжное первенство | Молодёжное первенство | Молодёжное первенство | Всего | Всего |
| Сезон                          | Команда                        | Турнир                         | Матчи     | Голы      | Турнир        | Матчи | Голы  | Турнир                | Матчи                 | Голы                  | Матчи | Голы  |
| ------------------------------ | ------------------------------ | ------------------------------ | --------- | --------- | ------------- | ----- | ----- | --------------------- | --------------------- | --------------------- | ----- | ----- |
| 2009/10                        | Волынь                         | Первая лига Украины            | 16        | 5         | Кубок Украины | 0     | 0     | —                     | —                     | —                     | 16    | 5     |
| 2010/11                        | Волынь                         | Премьер-лига Украины           | 3         | 0         | Кубок Украины | 0     | 0     | Молодёжный чемпионат  | 1                     | 0                     | 4     | 0     |
| Всего за «Волынь»              | Всего за «Волынь»              | Всего за «Волынь»              | 19        | 5         | —             | 0     | 0     | —                     | 1                     | 0                     | 2     | 0     |
| 2011                           | Вудлэндс Веллингтон            | Чемпионат Сингапура            | 15        | 2         | —             | ?     | ?     | —                     | —                     | —                     | 15    | 2     |
| Всего за «Вудлэндс Веллингтон» | Всего за «Вудлэндс Веллингтон» | Всего за «Вудлэндс Веллингтон» | 15        | 2         | —             | ?     | ?     | —                     | —                     | —                     | 15    | 2     |
| 2013/14                        | Хапоэль (Акко)                 | Чемпионат Израиля              | 1         | 0         | —             | ?     | ?     | —                     | —                     | —                     | 1     | 0     |
| Всего за «Хапоэль» (Акко)      | Всего за «Хапоэль» (Акко)      | Всего за «Хапоэль» (Акко)      | 1         | 0         | —             | ?     | ?     | —                     | —                     | —                     | 15    | 2     |
| Всего за карьеру               | Всего за карьеру               | Всего за карьеру               | 35        | 7         | —             | 0     | 0     | —                     | 1                     | 0                     | 36    | 7     |